# Stadsring (Amersfoort)
De Stadsring is een weg in de Nederlandse stad Amersfoort. De weg begint in de tunnel onder de spoorlijn ten westen van de binnenstad en loopt in oostelijke richting ten zuiden van de binnenstad tot de Hogeweg. De Stadsring is ongeveer 1,7 km lang.

## Geschiedenis
Toen in de 19e eeuw het grootste deel van de tweede stadsmuur werd afgebroken en vervangen door plantsoenen en een singelgracht, was er rondom de binnenstad maar weinig plek voor nieuwe straten. Het doorgaande verkeer moest nog steeds dwars door het centrum, door de Langestraat en de Kamp. Door de groei van Amersfoort en het toenemende verkeer werd daarom tussen 1956 en 1958 het westelijke en zuidelijke deel van de singel gedempt, om plaats te maken voor een brede weg voor het autoverkeer. Deze weg had aanvankelijk de naam Rondweg. De tunnel die de Stadsring en de Amsterdamseweg verbindt is in 1958 in gebruik genomen. In 1960 kwam de aansluiting met de Hogeweg tot stand. Na de aanleg van de ringweg om de stad, de oude Rijksweg 28 van de Stichtse Rotonde naar Knooppunt Hoevelaken, werd in 1966 de naam veranderd in Stadsring.

## Verkeer
Veel buslijnen van stadsdiensten en streekvervoer rijden over de Stadsring. De meeste parkeergarages om met de auto de binnenstad van Amersfoort te bereiken liggen aan de Stadsring of aan een zijstraat daarvan.

## Fotogalerij

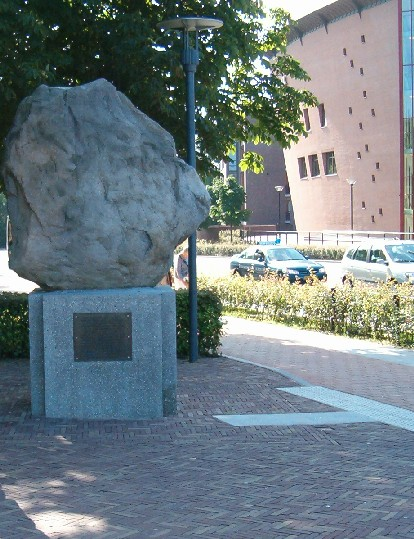
Amersfoortse Kei, met op de achtergrond de Stadsring met een bankkantoor
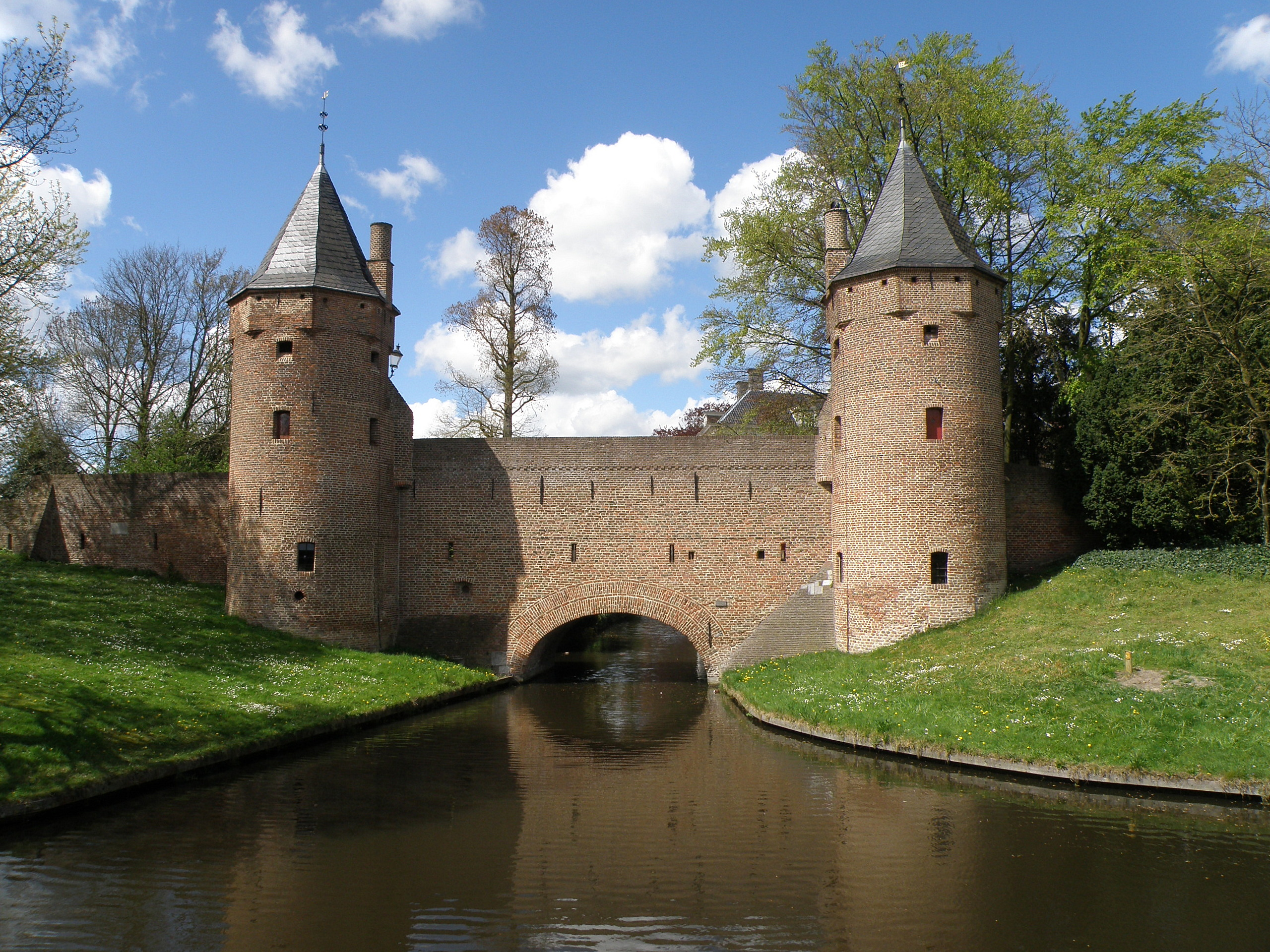
Monnikendam, gezien vanaf de Stadsring (rijksmonument)
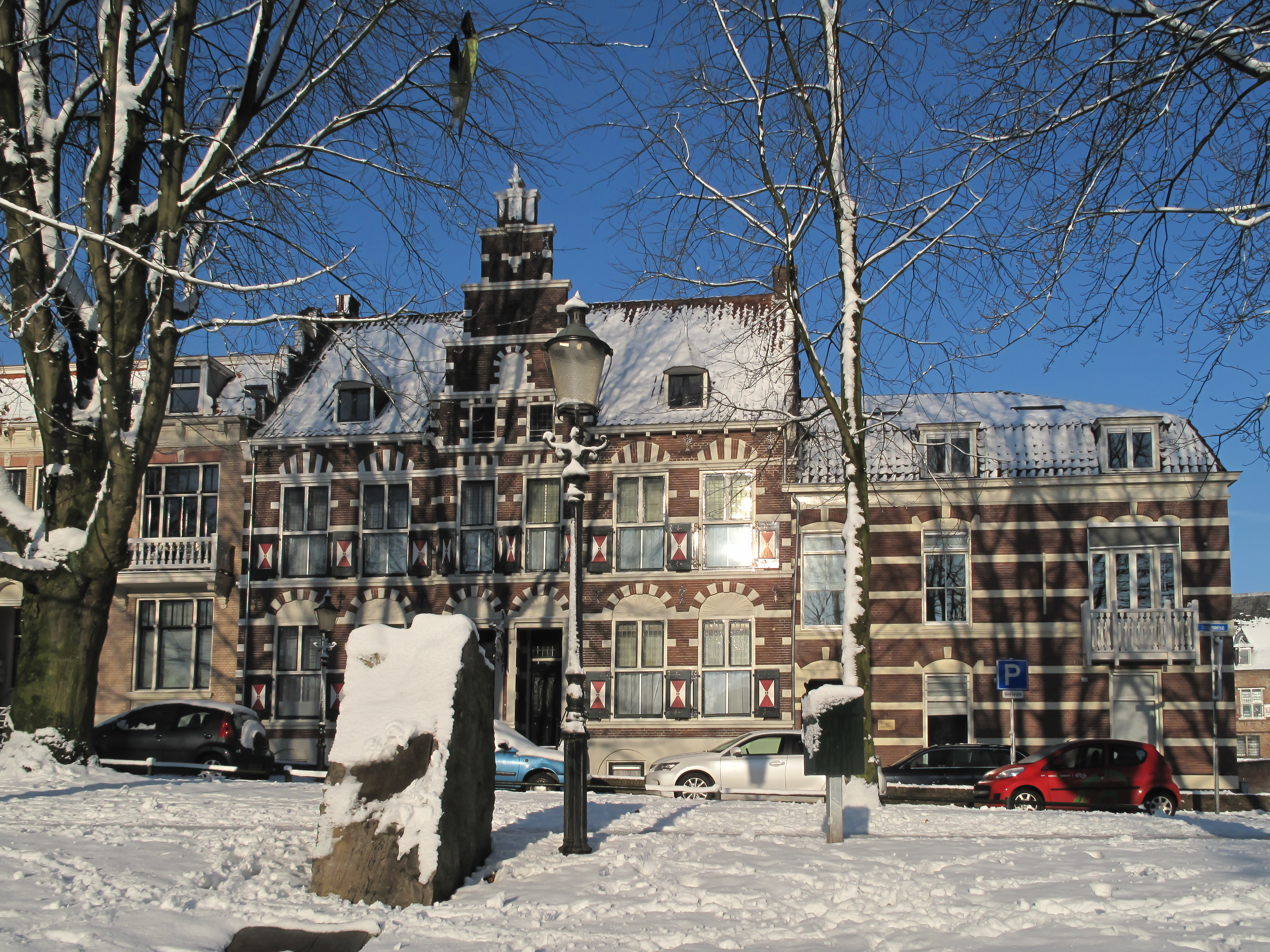
Dubbel herenhuis, Stadsring 250 (rijksmonument)
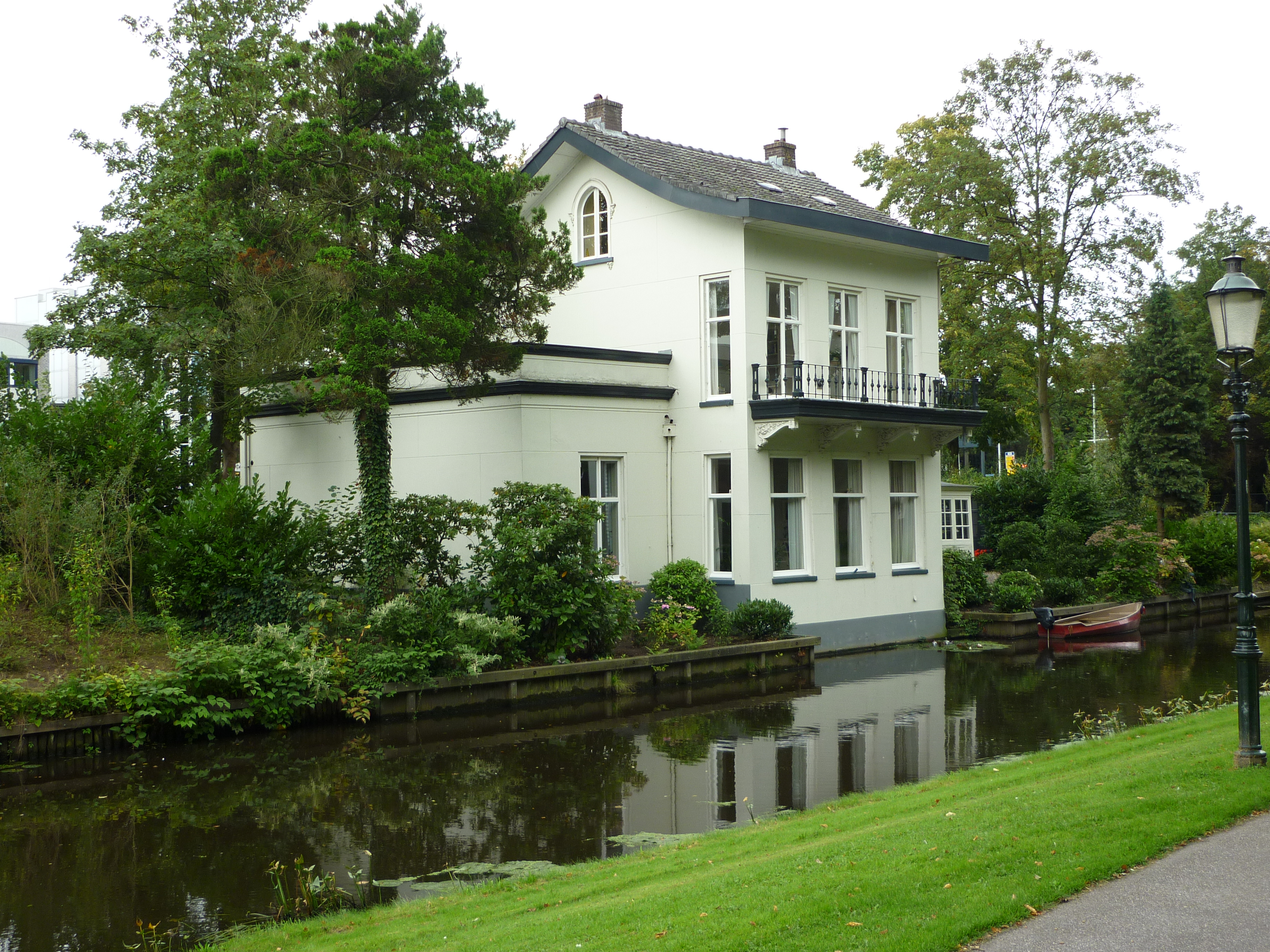
Villa Rusthof, Stadsring 262 (rijksmonument)